# CHARCOAL FILTER
CHARCOAL FILTER는 고나가와 다카히로(小名川 高弘), 오쓰카 유조(大塚 雄三), 야스이 유키(安井 佑輝), 다카노 신타로(高野 真太郎) 네 명으로 구성된 일본의 남자 록 밴드이다.

## 개략
멤버 모두가 요코하마시에 있는 고등 학교의 동급생이다. 1995년에 고나가와, 야스이, 다카노로 결성하여, 1996년 오쓰카가 가입했다. 결성 당초의 밴드 이름은 "셀피시"(Selfish)였지만, 이름이 같은 밴드가 있어서, "스위트 도그"(Sweet dog)로 개명했다. 그 뒤 "차콜 필터"로 개명. 일본에선 흔히 차코휘루(チャコフィル)의 약칭으로 부른다.
1999년 11월 1일 싱글 "I start again"으로 데뷔했다. 2002년에 발매한 싱글 "Brand-New Myself ～僕にできること"(~내게 할 수 있는 것)는 20만 장이 넘은 판매량을 기록하여, 이 노래를 수록한 앨범 "MADE IN Hi-High"는 오리콘 6위를 기록했다.
2002년부터 2004년까지는 가메다 세이지(亀田 誠治)가 프로듀서였다.

## 멤버
- 고나가와 다카히로(小名川 高弘, 1979년 11월 30일 - ) : 기타, 리더
- 오쓰카 유조(大塚 雄三, 1979년 8월 27일 - ) : 보컬
- 야스이 유키(安井 佑輝, 1980년 3월 5일 - ) : 베이스 기타
- 다카노 신타로(高野 真太郎, 1979년 10월 20일 - ) : 드럼

## 디스코그라피

### 싱글
- I start again

1999년 11월 1일 발매
1. I start again
작사: 오쓰카 유조 / 작곡: 차콜 필터 / 편곡: 차콜 필터
2. Let’s go
작사: 오쓰카 유조 / 작곡: 차콜 필터 / 편곡: 차콜 필터
3. Nineteen
작사: 오쓰카 유조 / 작곡: 차콜 필터 / 편곡: 차콜 필터

- Life goes on

2000년 2월 2일 발매
1. Life goes on
작사: 오쓰카 유조 / 작곡: 차콜 필터 / 편곡: 차콜 필터
2. Single word
작사: 오쓰카 유조 / 작곡: 차콜 필터 / 편곡: 차콜 필터
3. Snow drive
작사: 오쓰카 유조 / 작곡: 차콜 필터 / 편곡: 차콜 필터

- Don’t miss it

2000년 5월 17일 발매
1. Don’t miss it
작사: 오쓰카 유조 / 작곡: 차콜 필터 / 편곡: 차콜 필터
2. Turning point
작사: 오쓰카 유조 / 작곡: 차콜 필터 / 편곡: 차콜 필터

- Tightrope

2000년 6월 21일 발매, 8cm 싱글
1. Tightrope
작사: 오쓰카 유조 / 작곡: 차콜 필터 / 편곡: 차콜 필터
2. Tightrope -Medieval version-
작사: 오쓰카 유조 / 작곡: 차콜 필터 / 편곡: 이타무라 아야
3. Tightrope -Instrumental version-
작사: 오쓰카 유조 / 작곡: 차콜 필터 / 편곡: 차콜 필터

- 기즈나(絆, 유대)

2001년 3월 9일 규슈 한정 발매
1. 기즈나 (絆, 유대)
작사: 오쓰카 유조 / 작곡: 차콜 필터 / 편곡: 차콜 필터, 미카미 다케시
2. 기즈나 -Instrumental- (絆, 유대 -Instrumental-)
작곡: 차콜 필터 / 편곡: 차콜 필터, 미카미 다케시
3. The Go-Ahead Man
작사: 오쓰카 유조 / 작곡: 차콜 필터 / 편곡: 차콜 필터

- 하지케요(はじけよう, 즐기자)

2001년 6월 1일 발매
1. 하지케요 (はじけよう, 즐기자)
작사: 오쓰카 유조 / 작곡: 차콜 필터 / 편곡: 차콜 필터, 하야시베 나오키
2. Jumpin’ high
작사: 오쓰카 유조 / 작곡: 차콜 필터 / 편곡: 차콜 필터
3. Libido (リビドー, 리비도)
작사: 오쓰카 유조 / 작곡: 차콜 필터 / 편곡: 차콜 필터

- 고도쿠나 다이요(孤独な太陽, 고독한 태양)

2001년 9월 26일 발매
1. 고도쿠나 다이요 (孤独な太陽, 고독한 태양)
작사: 오쓰카 유조 / 작곡: 차콜 필터 / 편곡: 차콜 필터, 히지카타 다카유키
2. Communication
작사: 오쓰카 유조 / 작곡: 차콜 필터 / 편곡: 차콜 필터, 히지카타 다카유키
3. 라라 (ララ, 라라)
작사: 오쓰카 유조 / 작곡: 차콜 필터 / 편곡: 차콜 필터, 히지카타 다카유키

- 소쓰교(卒業, 졸업)

2002년 1월 30일 발매
1. 소쓰교 (卒業, 졸업)
작사: 오쓰카 유조 / 작곡: 야스이 유키, 고나가와 다카히로 / 편곡: 가메다 세이지, 차콜 필터
2. Romantic (ロマンチック, 로맨틱)
작사: 오쓰카 유조 / 작곡: 고나가와 다카히로 / 편곡: 가메다 세이지, 차콜 필터
3. Mother Blues
작사: 오쓰카 유조 / 작곡: 차콜 필터 / 편곡: 히지카타 다카유키, 차콜 필터

- Brand-New Myself ~보쿠니 데키루 고토 (Brand-New Myself ～僕にできること, Brand-New Myself ~내게 할 수 있는 것)

2002년 5월 1일 발매
1. Brand-New Myself ~보쿠니 데키루 고토 (Brand-New Myself ～僕にできること, Brand-New Myself ~내게 할 수 있는 것)
작사: 오쓰카 유조 / 작곡: 오쓰카 유조 / 편곡: 가메다 세이지, 차콜 필터
2. 2,000 Light Years Away
작사, 작곡: Billy Joe Armstrong, Michael Pritchard & Frank Wright / 편곡: 가메다 세이지
3. Brand-New Myself ~보쿠니 데키루 고토 (instrumental) (Brand-New Myself ～僕にできること, Brand-New Myself ~내게 할 수 있는 것 (instrumental))
작곡: 오쓰카 유조 / 편곡: 가메다 세이지, 차콜 필터

- White winter song

2002년 12월 11일 발매
1. White winter song
작사: 오쓰카 유조 / 작곡: 야스이 유키 / 편곡: 가메다 세이지, 차콜 필터
2. WOW WOW PARADISE (WOW WOW パラダイス, WOW WOW 패러다이스)
작사: 오쓰카 유조 / 작곡: 고나가와 다카히로 / 편곡: 가메다 세이지, 차콜 필터
3. 소쓰교 ~오쿠루 고토바존~ (卒業 ～贈ることバージョン～, 졸업 ~선물하는 말 버전~)
작사: 오쓰카 유조 / 작곡: 야스이 유키, 고나가와 다카히로 / 편곡: 가메다 세이지, 차콜 필터
4. White winter song ~Instrumental~
작곡: 야스이 유키 / 편곡: 가메다 세이지, 차콜 필터

- 야사시사 Licence / BY MY SIDE(やさしさライセンス, 다정하기 라이선스 / BY MY SIDE)

2003년 5월 21일 발매
1. 야사시사 Licence (やさしさライセンス, 다정하기 라이선스)
작사: 오쓰카 유조 / 작곡: 야스이 유키 / 편곡: 가메다 세이지, 차콜 필터
2. BY MY SIDE
작사: 오쓰카 유조 / 작곡: 고나가와 다카히로 / 편곡: 가메다 세이지, 차콜 필터
3. 야사시사 Licence -Instrumental- (やさしさライセンス, 다정하기 라이선스 -Instrumental-)
작곡: 야스이 유키 / 편곡: 가메다 세이지, 차콜 필터
4. BY MY SIDE -Instrumental-
작곡: 고나가와 다카히로 / 편곡: 가메다 세이지, 차콜 필터

- 니지(虹, 무지개)

2003년 8월 6일 발매
1. 니지 (虹, 무지개)
작사: 오쓰카 유조 / 작곡: 고나가와 다카히로 / 편곡: 가메다 세이지, 차콜 필터
2. Beautiful Sandy (ビューティフルサンディー, 뷰티풀 샌디)
작사: 오쓰카 유조 / 작곡: 차콜 필터 / 편곡: 가메다 세이지, 차콜 필터
3. 니지 -Instrumental- (虹, 무지개 -Instrumental-)
작곡: 고나가와 다카히로 / 편곡: 가메다 세이지, 차콜 필터
4. Beautiful Sandy -Instrumental- (ビューティフルサンディー, 뷰티풀 샌디 -Instrumental-)
작곡: 차콜 필터 / 편곡: 가메다 세이지, 차콜 필터

- one Days

2004년 7월 22일 발매
1. one Days
작사: 오쓰카 유조 / 작곡: 고나가와 다카히로 / 편곡: 가메다 세이지, 차콜 필터
2. Kiss on the beach
작사: 오쓰카 유조 / 작곡: 고나가와 다카히로 / 편곡: 가메다 세이지, 차콜 필터
3. one Days -Instrumental-
작곡: 고나가와 다카히로 / 편곡: 가메다 세이지, 차콜 필터
4. Kiss on the beach -Instrumental-
작곡: 고나가와 다카히로 / 편곡: 가메다 세이지, 차콜 필터

숨기기 수록곡: 가네가 나이 (金がない, 돈이 없어)
작사: 다카노 신타로 / 작곡: 다카노 신타로
- 히토리자 도테모 아루케나이 세카이노 우에데(一人じゃとても歩けない世界の上で, 혼자서는 도저히 걸을 수 없는 세계의 위에서)

2006년 6월 7일 발매
1. 히토리자 도테모 아루케나이 세카이노 우에데 (一人じゃとても歩けない世界の上で, 혼자서는 도저히 걸을 수 없는 세계의 위에서)
작사: 오쓰카 유조 / 작곡: 야스이 유키 / 편곡: 차콜 필터
2. 못토 (もっと, 더욱)
작사: 오쓰카 유조 / 작곡: 차콜 필터 / 편곡: 차콜 필터
3. 아리가토 (ありがとう, 고마워)
작사: 오쓰카 유조, 야스이 유키 / 작곡: 오쓰카 유조, 야스이 유키 / 편곡: 차콜 필터

### 앨범
- Gimme a light

1999년 9월 17일
인디즈 앨범 (1,000 장 한정 발매)
1. Tune up
2. Kickin’ it
3. Clap
4. It’s gonna be O.K.
5. Follow up your own mind
6. Empty Box
7. Song on the radio
8. 19

- Spiky

2000년 6월 21일 발매
1. Snow drive
작사: 오쓰카 유조 / 작곡: 차콜 필터 / 편곡: 차콜 필터
2. Don’t miss it (Album Mix)
작사: 오쓰카 유조 / 작곡: 차콜 필터 / 편곡: 차콜 필터
3. Tightrope (Album Version)
작사: 오쓰카 유조 / 작곡: 차콜 필터 / 편곡: 차콜 필터
4. My red boots
작사: 오쓰카 유조 / 작곡: 차콜 필터 / 편곡: 차콜 필터
5. Ideal
작사: 오쓰카 유조 / 작곡: 차콜 필터 / 편곡: 차콜 필터
6. D’d
작사: 고나가와 다카히로 / 작곡: 차콜 필터 / 편곡: 차콜 필터
7. Life goes on (Album Mix)
작사: 오쓰카 유조 / 작곡: 차콜 필터 / 편곡: 차콜 필터
8. Spiky
작사: 차콜 필터 / 작곡: 차콜 필터 / 편곡: 차콜 필터
9. Single word
작사: 차콜 필터 / 작곡: 차콜 필터 / 편곡: 차콜 필터
10. Turning point
작사: 오쓰카 유조 / 작곡: 차콜 필터 / 편곡: 차콜 필터
11. Kick up myself
작사: 야스이 유키 / 작곡: 차콜 필터 / 편곡: 차콜 필터
12. Time passed by
작사: 고나가와 다카히로 / 작곡: 차콜 필터 / 편곡: 차콜 필터
13. Say what you say
작사: 오쓰카 유조 / 작곡: 차콜 필터 / 편곡: 차콜 필터
14. Cultural blind
작곡: 차콜 필터 / 편곡: 차콜 필터
15. I start again
작사: 오쓰카 유조 / 작곡: 차콜 필터 / 편곡: 차콜 필터

- PANIC POP

2001년 11월 1일 발매
1. 하지케요 (はじけよう, 즐기자)
작사: 오쓰카 유조 / 작곡: 차콜 필터 / 편곡: 차콜 필터, 하야시베 나오키
2. PANIC POP
작곡: 차콜 필터 / 편곡: 차콜 필터, 히지카타 다카유키
3. I wish on my fist
작사: 오쓰카 유조 / 작곡: 차콜 필터 / 편곡: 차콜 필터, 히지카타 다카유키
4. Communication
작사: 오쓰카 유조 / 작곡: 차콜 필터 / 편곡: 차콜 필터, 히지카타 다카유키
5. 요아케노 무코 (夜明けの向こう, 새벽의 건너편)
작사: 오쓰카 유조 / 작곡: 차콜 필터 / 편곡: 차콜 필터, 히지카타 다카유키
6. 데가미 (Acoustic Version)(手紙, 편지 (Acoustic Version))
작사: 오쓰카 유조 / 작곡: 차콜 필터 / 편곡: 차콜 필터, 히지카타 다카유키
7. 고도쿠나 다이요 (Album Mix)(孤独な太陽, 고독한 태양 (Album Mix))
작사: 오쓰카 유조 / 작곡: 차콜 필터 / 편곡: 차콜 필터, 히지카타 다카유키
8. 히토리 가케오치 (ひとり駆け落ち, 혼자 사랑의 도피행)
작사: 오쓰카 유조 / 작곡: 차콜 필터 / 편곡: 차콜 필터, 히지카타 다카유키
9. Bring Out
작사: 고나가와 다카히로 / 작곡: 차콜 필터 / 편곡: 차콜 필터, 히지카타 다카유키
10. 아스와 돗치다 (明日はどっちだ, 내일은 어느쪽일까?)
작사: 오쓰카 유조 / 작곡: 차콜 필터 / 편곡: 차콜 필터, 히지카타 다카유키
11. 11 nights a week
작사: 오쓰카 유조 / 작곡: 차콜 필터 / 편곡: 차콜 필터, 히지카타 다카유키
12. Runner (ランナー, 러너)
작사: 오쓰카 유조 / 작곡: 차콜 필터 / 편곡: 차콜 필터, 히지카타 다카유키
13. 사요나라 (サヨナラ, 안녕히 가세요)
작사: 오쓰카 유조 / 작곡: 차콜 필터 / 편곡: 차콜 필터, 히지카타 다카유키

- MADE IN Hi-High

2002년 9월 4일 발매
1. Music
작사: 차콜 필터 / 작곡: 차콜 필터 / 편곡: 가메다 세이지, 차콜 필터
2. Liberty
작사: 오쓰카 유조, 야스이 유키 / 작곡: 차콜 필터 / 편곡: 가메다 세이지, 차콜 필터
3. Kazematic (바람 거리)
작사: 오쓰카 유조 / 작곡: 야스이 유키 / 편곡: 가메다 세이지, 차콜 필터
4. Brand-New Myself
작사: 오쓰카 유조 / 작곡: 오쓰카 유조 / 편곡: 가메다 세이지, 차콜 필터
5. Lonely holiday
작사: 오쓰카 유조 / 작곡: 고나가와 다카히로, 야스이 유키 / 편곡: 가메다 세이지, 차콜 필터
6. Seeds of future
작사: 오쓰카 유조 / 작곡: 차콜 필터 / 편곡: 가메다 세이지, 차콜 필터
7. Happy hungry days
작사: 오쓰카 유조 / 작곡: 차콜 필터 / 편곡: 가메다 세이지, 차콜 필터
8. 니치조 (日常, 일상)
작사: 오쓰카 유조 / 작곡: 야스이 유키, 고나가와 다카히로 / 편곡: 가메다 세이지, 차콜 필터

- C☆BEST + Flying Hi-High

2003년 7월 9일 발매
베스트 앨범
1. 야사시사 Licence ~미쓰케타 ver.~ (やさしさライセンス ～見つけたver.～, 다정하기 라이선스 ~찾아낸 ver.~)
작사: 오쓰카 유조 / 작곡: 야스이 유키 / 편곡: 가메다 세이지, 차콜 필터
2. 아스와 돗치다 (明日はどっちだ, 내일은 어느쪽일까?)
작사: 오쓰카 유조 / 작곡: 차콜 필터 / 편곡: 차콜 필터, 히지카타 다카유키
3. WOW WOW PARADISE (WOW WOW パラダイス, WOW WOW 패러다이스)
작사: 오쓰카 유조 / 작곡: 고나가와 다카히로 / 편곡: 가메다 세이지, 차콜 필터
4. 고도쿠나 다이요 (孤独な太陽, 고독한 태양)
작사: 오쓰카 유조 / 작곡: 차콜 필터 / 편곡: 차콜 필터, 히지카타 다카유키
5. Communication
작사: 오쓰카 유조 / 작곡: 차콜 필터 / 편곡: 차콜 필터, 히지카타 다카유키
6. Jumpin’ high
작사: 오쓰카 유조 / 작곡: 차콜 필터 / 편곡: 차콜 필터
7. 소쓰교 (卒業, 졸업)
작사: 오쓰카 유조 / 작곡: 야스이 유키, 고나가와 다카히로 / 편곡: 가메다 세이지, 차콜 필터
8. 니치조 (日常, 일상)
작사: 오쓰카 유조 / 작곡: 야스이 유키, 고나가와 다카히로 / 편곡: 가메다 세이지, 차콜 필터
9. 하지케요 (はじけよう, 즐기자)
작사: 오쓰카 유조 / 작곡: 차콜 필터 / 편곡: 차콜 필터, 하야시베 나오키
10. Happy hungry days
작사: 오쓰카 유조 / 작곡: 차콜 필터 / 편곡: 가메다 세이지, 차콜 필터
11. 히토리 가케오치 (ひとり駆け落ち, 혼자 사랑의 도피행)
작사: 오쓰카 유조 / 작곡: 차콜 필터 / 편곡: 차콜 필터, 히지카타 다카유키
12. Brand-New Myself ~보쿠니 데키루 고토 (Brand-New Myself ～僕にできること, Brand-New Myself ~내게 할 수 있는 것)
작사: 오쓰카 유조 / 작곡: 오쓰카 유조 / 편곡: 가메다 세이지, 차콜 필터
13. White winter song
작사: 오쓰카 유조 / 작곡: 야스이 유키 / 편곡: 가메다 세이지, 차콜 필터
14. Liberty
작사: 오쓰카 유조, 야스이 유키 / 작곡: 차콜 필터 / 편곡: 가메다 세이지, 차콜 필터
15. Libido (リビドー, 리비도)
작사: 오쓰카 유조 / 작곡: 차콜 필터 / 편곡: 차콜 필터
16. Romantic (ロマンチック, 로맨틱)
작사: 오쓰카 유조 / 작곡: 고나가와 다카히로 / 편곡: 가메다 세이지, 차콜 필터
17. someday somewhere
작사: 오쓰카 유조 / 작곡: 고나가와 다카히로 / 편곡: 가메다 세이지, 차콜 필터
18. Star Dash (スターダッシュ, 스타 대시)
작사: 오쓰카 유조 / 작곡: 고나가와 다카히로 / 편곡: 가메다 세이지, 차콜 필터

- HAPPY SET

2003년 9월 25일 발매
1. 니지 (虹, 무지개)
작사: 오쓰카 유조 / 작곡: 고나가와 다카히로 / 편곡: 가메다 세이지, 차콜 필터
2. Nana port (7port, 나나 port)
작사: 오쓰카 유조, 야스이 유키 / 작곡: 야스이 유키 / 편곡: 가메다 세이지, 차콜 필터
3. 아메가 아가레바 나쓰가 하지마루 (雨が上がれば夏が始まる, 비가 그치면 여름이 시작된다)
작사: 오쓰카 유조 / 작곡: 다카노 신타로 / 편곡: 가메다 세이지, 차콜 필터
4. 야사시사 Licence (やさしさライセンス, 다정하기 라이선스)
작사: 오쓰카 유조 / 작곡: 야스이 유키 / 편곡: 가메다 세이지, 차콜 필터
5. Yellow Cabriolet (イエローキャブリオーレ, 옐로 카브리올레)
작사: 오쓰카 유조 / 작곡: 오쓰카 유조 / 편곡: 가메다 세이지, 차콜 필터
6. My girl
작사: 오쓰카 유조 / 작곡: 야스이 유키 / 편곡: 가메다 세이지, 차콜 필터
7. 사쓰키 (皐月, 우월(雨月))
작사: 오쓰카 유조 / 작곡: 고나가와 다카히로 / 편곡: 가메다 세이지, 차콜 필터
8. Demo Tape (가리)(デモテープ (仮), 데모 테이프 (가제목))
작사: 오쓰카 유조 / 작곡: 고나가와 다카히로 / 편곡: 가메다 세이지, 차콜 필터

- CHARCOAL FILTER

2004년 9월 23일 발매
1. Party on!
작사: 야스이 유키, 오쓰카 유조 / 작곡: 야스이 유키 / 편곡: 가메다 세이지, 차콜 필터
2. 우키요노 하나 (浮き世の花, 부생(浮生)의 꽃)
작사: 오쓰카 유조 / 작곡: 고나가와 다카히로 / 편곡: 가메다 세이지, 차콜 필터
3. one Days
작사: 오쓰카 유조 / 작곡: 고나가와 다카히로 / 편곡: 가메다 세이지, 차콜 필터
4. Cage
작사: 오쓰카 유조 / 작곡: 차콜 필터 / 편곡: 가메다 세이지, 차콜 필터
5. Panorama (パノラマ, 파노라마)
작사: 오쓰카 유조 / 작곡: 고나가와 다카히로 / 편곡: 가메다 세이지, 차콜 필터
6. 고케토 라타이 (コケトラタイ, 이끼와 나체)
작곡: 차콜 필터 / 편곡: 가메다 세이지, 차콜 필터
7. Lover Lover
작사: 오쓰카 유조 / 작곡: 고나가와 다카히로 / 편곡: 가메다 세이지, 차콜 필터
8. Radio motown
작사: 오쓰카 유조 / 작곡: 고나가와 다카히로 / 편곡: 가메다 세이지, 차콜 필터
9. 유메노 소바니 아루 세카이데 (夢のそばにある世界で, 꿈 옆에 있는 세계에서)
작사: 오쓰카 유조 / 작곡: 고나가와 다카히로 / 편곡: 가메다 세이지, 차콜 필터
10. Squash (スカッシュ, 스쿼시)
작사: 오쓰카 유조 / 작곡: 차콜 필터 / 편곡: 가메다 세이지, 차콜 필터
11. 사요나라 보쿠와 (さよなら僕は, 안녕히 가세요, 나는...)
작사: 오쓰카 유조 / 작곡: 차콜 필터 / 편곡: 가메다 세이지, 차콜 필터
12. GROOVIN’ SUNRISE
작사: 고나가와 다카히로, 야스이 유키 / 작곡: 차콜 필터 / 편곡: 가메다 세이지, 차콜 필터
13. Morning Glow
작사: 오쓰카 유조 / 작곡: 고나가와 다카히로 / 편곡: 가메다 세이지, 차콜 필터
14. 푸카푸카 (プカプカ, 뻐끔뻐끔)
작사: 오쓰카 유조 / 작곡: 차콜 필터 / 편곡: 가메다 세이지, 차콜 필터

- Gimme a light 2

2005년 5월 11일
인디즈 앨범 (5,000 장 한정 발매)
1. Tune up featuring Annie
2. a party song
작사: 오쓰카 유조 / 작곡: 차콜 필터 / 편곡: 차콜 필터
3. Workin’ Dog after work
작사: 오쓰카 유조 / 작곡: 차콜 필터 / 편곡: 차콜 필터
4. Place
작사: 오쓰카 유조 / 작곡: 차콜 필터 / 편곡: 차콜 필터
5. Honey Money
작사: 오쓰카 유조 / 작곡: 차콜 필터 / 편곡: 차콜 필터
6. Love
작사: 오쓰카 유조 / 작곡: 다카노 신타로 / 편곡: 차콜 필터
7. music slave
작사: 오쓰카 유조 / 작곡: 차콜 필터 / 편곡: 차콜 필터

- 고코로노 기타 미치(心の来た道, 마음이 온 길)

2006년 2월 8일 발매
1. 세카이노 하테 (世界の果て, 세계 끝)
작사: 오쓰카 유조 / 작곡: 고나가와 다카히로 / 편곡: 차콜 필터
2. 고코로노 기타 미치 (心の来た道, 마음이 온 길)
작사: 오쓰카 유조 / 작곡: 고나가와 다카히로 / 편곡: 차콜 필터
3. 아이오 바라마이테 (愛をばらまいて, 사랑을 많이 주고)
작사: 오쓰카 유조 / 작곡: 고나가와 다카히로 / 편곡: 차콜 필터
4. Music Monster
작사: 오쓰카 유조 / 작곡: 야스이 유키 / 편곡: 차콜 필터
5. Spider (スパイダー, 스파이더)
작사: 오쓰카 유조, 야스이 유키 / 작곡: 야스이 유키 / 편곡: 차콜 필터
6. Peace People
작사: 오쓰카 유조 / 작곡: 차콜 필터 / 편곡: 차콜 필터

- Everything you know is wrong

2007년 1월 10일
1. 아스에 하나테 (明日へ放て, 내일로 놓아라)
2. everlasting
3. society
4. Small Wonderland (スモールワンダーランド, 스몰 원더랜드)
5. 후타쓰보시 (ふたつ星, 별 두 개)
6. aurora
7. sunnyday holiday
8. Muffin Song (マフィンソング, 머핀 송)
9. 아시타토 유 나노 기노니 사요나라 (明日という名の昨日にさよなら, 내일이라는 이름인 어제에 이별을 고해)
10. Yell (エール, 옐)
11. 히토리자 도테모 아루케나이 세카이노 우에데 (一人じゃとても歩けない世界の上で, 혼자서는 도저히 걸을 수 없는 세계의 위에서)

### DVD
- CHARCOAL FILTER MEN SOUL

2003년 1월 1일
- 와쿠와쿠 Charcoal Fair 2003오 CHARCOAL FILTER토 미루 DVD

わくわくチャコールフェア2003をチャコールフィルターと観るDVD
두근두근 차콜 페어 2003을 차콜 필터랑 보는 DVD
2004년 2월 21일
- 와쿠와쿠 Charcoal Fair 2004오 CHARCOAL FILTER토 요우 DVD

わくわくチャコールフェア2004をチャコールフィルターと酔うDVD
두근두근 차콜 페어 2004를 차콜 필터랑 취하는 DVD
2005년 3월 18일
- 5th Anniversary Special Live Party at Shibuya O-East

2005년 3월 18일
- 와쿠와쿠 Charcoal Fair 2005

わくわくチャコールフェア2005
두근두근 차콜 페어 2005
2006년 3월 18일
- "2006 고코로노 유쿠 미치" Tour Final 2006.5.27 SHIBUYA CLUB QUATTRO

「2006 心の行く道」ツアーファイナル 2006.5.27 SHIBUYA CLUB QUATTRO
"2006 마음이 갈 길" 투어 파이늘 2006.5.27 SHIBUYA CLUB QUATTRO
2006년 7월 15일

## 참가 작품
- Gimme MUSIC

2006년 7월 5일 발매
1. Brand-New Myself 2006
작사 : 오쓰카 유조 / 작곡 : 오쓰카 유조 / 편곡 : 차콜 필터
15. I’m looking for my place -2000-
작사 : 오쓰카 유조 / 작곡 : 차콜 필터 / 편곡 : 차콜 필터

## 타이업
- "Life goes on" - 후지 텔레비전 "笑楽園"(쇼 패러다이스) 오웁닝 송
- "Don’t miss it" - Otsuka Beverage "MATCH" CM 송
- "Tightrope" - 테레비 도쿄 애니메이션 "幻想魔伝 最遊記"(환상 마전 최유기) 엔딩 송
- "はじけよう"(즐기자) - Otsuka Beverage "MATCH" CM 송
- "孤独な太陽"(고독한 태양) - 도쿄방송 "CDTV" 엔딩 송
- "Brand-New Myself ～僕にできること"(~내게 할 수 있는 것) - Otsuka Beverage "MATCH" CM 송
- "I’m looking for my place" - 영화 "BOM!" 주제가
- "リビドー"(리비도) - 영화 "BOM!" 삽입가
- "Happy hungry days" - 켄터키 프라이드 치킨 CM 송
- "やさしさライセンス"(다정하기 라이선스) - Otsuka Beverage "MATCH" CM 송
- "BY MY SIDE" - 영화 "略奪者"(약탈자) 이미지 송
- "虹"(무지개) - 도쿄방송 "Pooh!" 엔딩 송
- "一人じゃとても歩けない世界の上で"(혼자서는 도저히 걸을 수 없는 세계의 위에서) - 니혼테레비 "女優魂"(여우 넋) 엔딩 송

## 같이 보기
- 우타이비토하네 - 친한 친구. "はじけよう"(즐기자)를 리코딩했을 때에는 멤버인 혼다가 하모니카를 불어 줬다.
- 이나고 라이더 - 친구인 쇼고가 소속되어 있는 록 밴드. 그는 차콜 필터 팬 클럽의 회원 번호 175번이다.
- 베이비스타즈 - 우타이비토하네에게 소개되어 친구가 됐다. 이 밴드의 드러머이던 아사미는 탈퇴한 뒤에 고나가와의 솔로 활동의 드러머로서도 활약하고 있다.
- 카멜 위저드 - 같은 프로덕션 후배이고 사이가 좋은 밴드.
- 아라시 - 오쓰카 유조가 "明日に向かって"(내일로 향하고)를 작사했다.
- 가메다 세이지 - 2002년부터 2004년까지 프로듀서였다. 록 밴드인 도쿄사변의 베이스 기타리스트.